# Chloris flabellata
Chloris flabellata är en gräsart som först beskrevs av Eduard Hackel, och fick sitt nu gällande namn av Georg Oskar Edmund Launert. Chloris flabellata ingår i släktet kvastgrässläktet, och familjen gräs. Inga underarter finns listade i Catalogue of Life.